# Loi Demessine
La loi Demessine, (de Michelle Demessine, secrétaire d'État au Tourisme dans le gouvernement Jospin), est un régime fiscal français instauré par la Loi de finances 1999 dans le but de favoriser les investissements locatifs dans certains territoires ruraux. Le dispositif a pris fin le 31 décembre 2010.
Elle avait pour but de soutenir l’activité de zones rurales à potentiels touristiques, en favorisant deux formes de tourisme : zones vertes et montagne.

## Principe
La loi Demessine permettait, en devenant propriétaire d’un bien immobilier neuf et en le louant nu à un professionnel touristique (qui le meuble) pendant une période définie, de bénéficier d’avantages fiscaux importants. 
Parmi ces avantages figurait une récupération de la TVA sur le bien et des réductions d’impôts pouvant aller jusqu’à 25 000 € étalée sur 6 ans (4 166 €/an pour un couple). 
Les loyers pouvaient être garantis de manière contractuelle par un gestionnaire qui allait louer le bien immobilier dans le cadre d’une occupation saisonnière.

## Avantages
La réduction d'impôt est égale à 25 % du montant de l'acquisition HT pour un bien neuf avec un plafond de 
50 000 € pour un célibataire et 100 000 € pour un couple, étalée sur une durée de six ans. 
S’y ajoutent : 
- la possibilité de récupérer la TVA sur le bien (19,6 %)
- la possibilité d’occupation du bien durant la location. (jusqu'à huit semaines par an hors période très rémunératrice pour le gestionnaire)
- les loyers reversés par le gestionnaire

## Inconvénients
- La réduction d'impot n'est définitivement acquise qu'au terme du bail signé avec le gestionnaire (toute revente avant fera l'objet d'une requalification fiscale)
- L'exemption de TVA étalée sur vingt ans

(Toute revente anticipée oblige à reverser le montant de la TVA au prorata temporis à raison d'1/20 ou 5 % du montant par an)
- Une faiblesse majeure du dispositif repose sur la nécessité de fiabilité, de compétence et de qualité du gestionnaire.

## Conditions
Le logement doit être situé dans une résidence de tourisme classée, située dans une zone de revitalisation rurale et être loué nu pour une durée minimale de neuf ans.
Afin de bénéficier de la récupération de TVA: 
Il est nécessaire de passer un contrat de bail avec un gestionnaire fournissant un certain nombre d’équipements et de prestations de services aux occupants (mobilier, petit-déjeuner, blanchisserie…). 
Le bail appartient à la catégorie du bail commercial et le gestionnaire qui gère la résidence peut en respectant la loi donner congé  après trois ans de gestion, si les bénéfices sont insuffisants par exemple. Cette précision n'est même pas indiquée dans les contrats puisque implicite et de plus, « nul n'est censé ignorer la loi ».
Dans ce cas, l'investisseur perd le bénéfice de la déduction et doit rembourser la TVA perçue. Il se trouve donc en situation critique et se voit ainsi quasi obligé d'accepter un nouveau bail souvent moins intéressant financièrement que lui propose le gestionnaire de la résidence.
La seule parade est d'insérer dans le bail initial une clause selon laquelle le gestionnaire renonce explicitement durant 9 ans à l'application de l'article 145 de la loi sur les baux commerciaux.
L’investisseur ne doit pas occuper son logement plus de huit semaines par an.